# Liste der Nummer-eins-Hits in Japan (1982)
Die Liste der japanischen Nummer-eins-Hits enthält die Daten vom 1. Januar bis zum 31. Dezember 1982. Die letzte Woche im Jahr fällt mit der ersten Woche des neuen Jahres zusammen. Angegeben sind die Verkaufszahlen der jeweiligen Nummer eins in ihrer Woche. Alle Angaben basieren auf den offiziellen japanischen Charts von Oricon.

## Singles
| ← 1981 ← | Liste der Nummer-eins-Hits in Japan | Liste der Nummer-eins-Hits in Japan  | Liste der Nummer-eins-Hits in Japan | 1983 →                    |
| \| Zeitraum \| Wo. ges. \| Interpret \| Titel Autor(en) \| Zusätzliche Informationen \| \| (Zeitraum, Wochen auf Platz eins, Interpret, Titel, Autor[en], zusätzliche Informationen) \| \| \| \| \| \| ----------------------------------------------------------------------------------------- \| -------- \| ------------------------------------ \| ------------------------ \| ------------------------- \| \| 21. Dezember 1981 – 24. Januar 1982 5 Wochen \| 5 \| Hiroko Yakushimaru \| Sailor Fuku to Kikanjū \| – \| \| 25. Januar 1982 – 7. Februar 1982 2 Wochen \| 2 \| Masahiko Kondō \| Jōnetsu Neppū Serenade \| – \| \| 8. Februar 1982 – 28. Februar 1982 3 Wochen \| 3 \| Seiko Matsuda \| Akai Sweet Pea \| – \| \| 1. März 1982 – 4. April 1982 5 Wochen \| 5 \| Masatoshi Nakamura \| Kokoro no Iro \| – \| \| 5. April 1982 – 11. April 1982 1 Woche \| 1 \| Kiyoshiro Imawano & Ryūichi Sakamoto \| Ikenai Rouge Magic \| – \| \| 12. April 1982 – 9. Mai 1982 4 Wochen \| 4 \| Masahiko Kondō \| Furarete Banzai \| – \| \| 10. Mai 1982 – 16. Mai 1982 1 Woche \| 1 \| Seiko Matsuda \| Nagisa no Balcony \| – \| \| 17. Mai 1982 – 6. Juni 1982 3 Wochen \| 3 \| Toshihiko Tahara \| Harajuku Kiss \| – \| \| 7. Juni 1982 – 4. Juli 1982 4 Wochen \| 4 \| Hiromi Iwasaki \| Madonna Tachi no Lullaby \| – \| \| 5. Juli 1982 – 11. Juli 1982 1 Woche \| 1 \| Johnny \| Hyakuman Dollar Baby \| – \| \| 12. Juli 1982 – 15. August 1982 5 Wochen \| 5 \| Masahiko Kondō \| Highteen Boogie \| – \| \| 16. August 1982 – 22. August 1982 1 Woche \| 1 \| Seiko Matsuda \| Komugi Iro no Mermaid \| – \| \| 23. August 1982 – 29. August 1982 1 Woche \| 1 \| Daisuke Shima \| Kurayami wo Buttobase \| – \| \| 30. August 1982 – 10. Oktober 1982 6 Wochen \| 6 \| Aming \| Matsu wa \| – \| \| 11. Oktober 1982 – 24. Oktober 1982 2 Wochen \| 2 \| Masahiko Kondō \| Horeta ze! Kanpai \| – \| \| 25. Oktober 1982 – 7. November 1982 2 Wochen \| 2 \| Toshihiko Tahara \| Yūwaku Suresure \| – \| \| 8. November 1982 – 28. November 1982 3 Wochen \| 3 \| Seiko Matsuda \| Nobara no Etude \| – \| \| 29. November 1982 – 19. Dezember 1982 3 Wochen (insgesamt 6) \| 6 \| Akina Nakamori \| Second Love \| – \| \| 20. Dezember 1982 – 9. Januar 1983 3 Wochen \| 3 \| Hiroshi & Kibo \| 3 Nenme no Uwaki \| – \| |                                     |                                      |                                     |                           |
| ← 1981 |                                     |                                      |                                     | → 1983 →                  |
| Zeitraum | Wo. ges.                            | Interpret                            | Titel Autor(en)                     | Zusätzliche Informationen |
| (Zeitraum, Wochen auf Platz eins, Interpret, Titel, Autor[en], zusätzliche Informationen) |                                     |                                      |                                     |                           |
| 21. Dezember 1981 – 24. Januar 1982 5 Wochen | 5                                   | Hiroko Yakushimaru                   | Sailor Fuku to Kikanjū              | –                         |
| 25. Januar 1982 – 7. Februar 1982 2 Wochen | 2                                   | Masahiko Kondō                       | Jōnetsu Neppū Serenade              | –                         |
| 8. Februar 1982 – 28. Februar 1982 3 Wochen | 3                                   | Seiko Matsuda                        | Akai Sweet Pea                      | –                         |
| 1. März 1982 – 4. April 1982 5 Wochen | 5                                   | Masatoshi Nakamura                   | Kokoro no Iro                       | –                         |
| 5. April 1982 – 11. April 1982 1 Woche | 1                                   | Kiyoshiro Imawano & Ryūichi Sakamoto | Ikenai Rouge Magic                  | –                         |
| 12. April 1982 – 9. Mai 1982 4 Wochen | 4                                   | Masahiko Kondō                       | Furarete Banzai                     | –                         |
| 10. Mai 1982 – 16. Mai 1982 1 Woche | 1                                   | Seiko Matsuda                        | Nagisa no Balcony                   | –                         |
| 17. Mai 1982 – 6. Juni 1982 3 Wochen | 3                                   | Toshihiko Tahara                     | Harajuku Kiss                       | –                         |
| 7. Juni 1982 – 4. Juli 1982 4 Wochen | 4                                   | Hiromi Iwasaki                       | Madonna Tachi no Lullaby            | –                         |
| 5. Juli 1982 – 11. Juli 1982 1 Woche | 1                                   | Johnny                               | Hyakuman Dollar Baby                | –                         |
| 12. Juli 1982 – 15. August 1982 5 Wochen | 5                                   | Masahiko Kondō                       | Highteen Boogie                     | –                         |
| 16. August 1982 – 22. August 1982 1 Woche | 1                                   | Seiko Matsuda                        | Komugi Iro no Mermaid               | –                         |
| 23. August 1982 – 29. August 1982 1 Woche | 1                                   | Daisuke Shima                        | Kurayami wo Buttobase               | –                         |
| 30. August 1982 – 10. Oktober 1982 6 Wochen | 6                                   | Aming                                | Matsu wa                            | –                         |
| 11. Oktober 1982 – 24. Oktober 1982 2 Wochen | 2                                   | Masahiko Kondō                       | Horeta ze! Kanpai                   | –                         |
| 25. Oktober 1982 – 7. November 1982 2 Wochen | 2                                   | Toshihiko Tahara                     | Yūwaku Suresure                     | –                         |
| 8. November 1982 – 28. November 1982 3 Wochen | 3                                   | Seiko Matsuda                        | Nobara no Etude                     | –                         |
| 29. November 1982 – 19. Dezember 1982 3 Wochen (insgesamt 6) | 6                                   | Akina Nakamori                       | Second Love                         | –                         |
| 20. Dezember 1982 – 9. Januar 1983 3 Wochen | 3                                   | Hiroshi & Kibo                       | 3 Nenme no Uwaki                    | –                         |